# Krzysztof Klimczyk
Krzysztof Klimczyk (ur. 1960) – polski koszykarz występujący na pozycji skrzydłowego.

## Osiągnięcia
Klubowe
- Wicemistrz Polski (1984)
- Finalista pucharu Polski (1983)
- Awans do najwyższej klasy rozgrywkowej z Hutnikiem Kraków (1988)